# Lorenzo del Moro

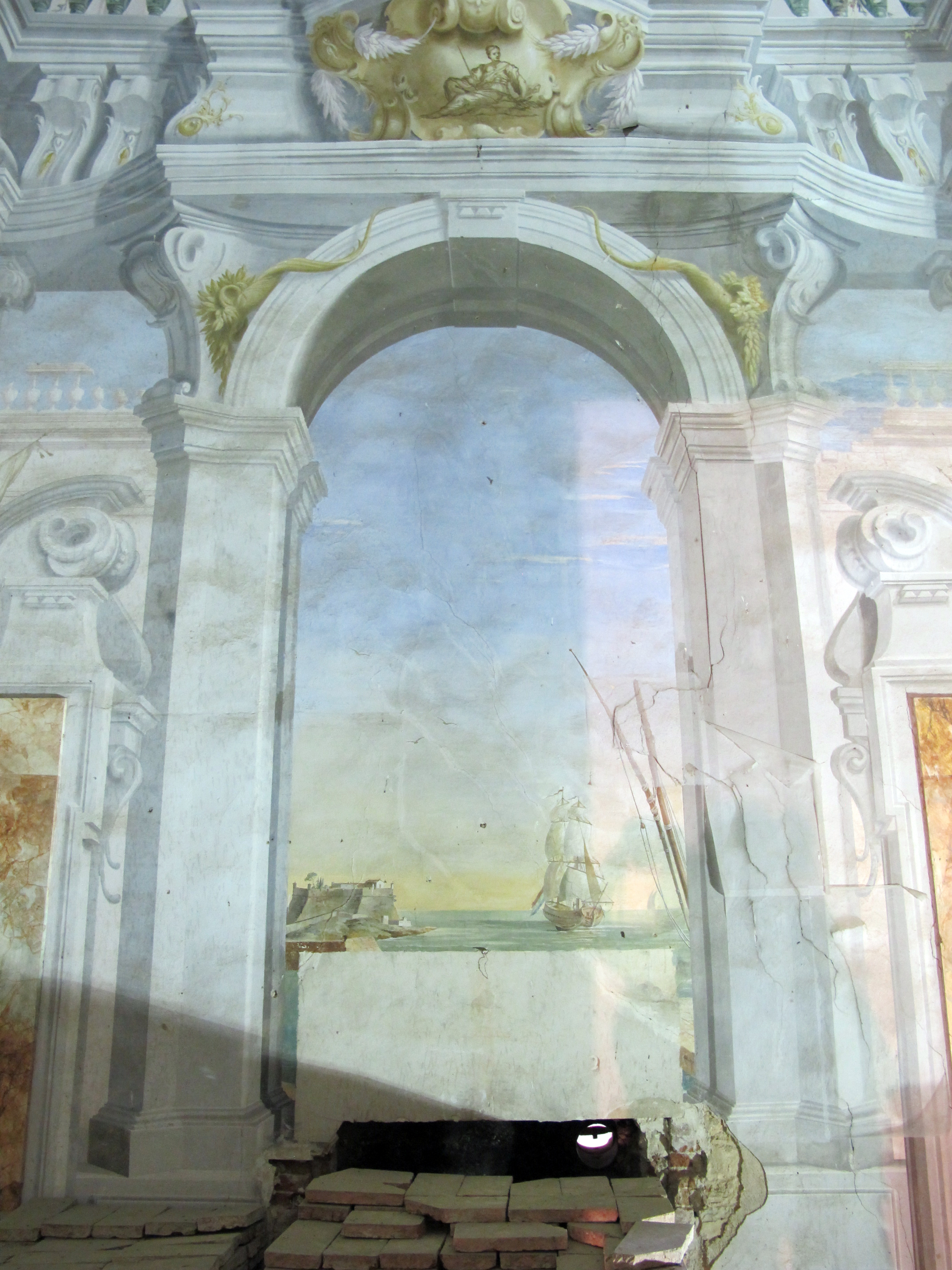
Affreschi nella Villa del Barone

Lorenzo del Moro (Firenze, 1677 – Firenze, 1735) è stato un pittore italiano del periodo rococò.

## Biografia
Lorenzo del Moro fu un pittore quadraturista del Settecento. Lavorò presso la bottega del cugino Rinaldo Botti, uno dei migliori allievi di Jacopo Chiavistelli il caposcuola del quadraturismo toscano. Con il Chiavistelli studiarono i migliori quadraduristi toscani del primo Settecento: oltre al Botti e il del Moro anche Giuseppe Tonelli e Benedetto Fortini provengono dalla sua scuola.
Nel 1734 si ammalò di tumore al fegato.
Nel 1735, Lorenzo,ormai stanco e ammalato,si spense a Firenze all'età di 57 anni, per colpa di un infarto.
Sul figlio Giuseppe del Moro fu pure un affermato quadraturista.

## Le opere
Lorenzo del Moro costruì le sue quinte architettoniche per i migliori pittori d'affresco toscani del primo Settecento. La sua carriera si sviluppò, inizialmente, al fianco del cugino, e la sua prima opera importante a cui partecipò fu la decorazione della Chiesa di San Domenico, nell'omonima frazione fiorentina ai piedi della collina di Fiesole nel 1705. Questi affreschi prospettici inquadravano gli affreschi di Matteo Bonechi che fu il primo pittore con cui collaborò. 
Fu poi impiegato nella decorazione della Santuario di Santa Verdiana a Castelfiorentino, sempre in collaborazione col Botti, per gli affreschi della volta della chiesa, stavolta di Alessandro Gherardini e per la Villa I Collazzi a Giogoli.
Con Tommaso Redi fece la decorazione del fiorentino Palazzo Altoviti e la decorazione della Chiesa di Santa Margherita de' Ricci dove fu chiamato anche ad affrescare la cupola dell'altare maggiore con L'Assunzione della Vergine, una delle sue poche prove di pittura a fresco e non le solite quinte architettoniche per altri pittori. Sempre con il Redi, e anche stavolta con l'ausilio di Rinaldo Botti, lavorò nel Monastero di Santa Maria a Rosano.

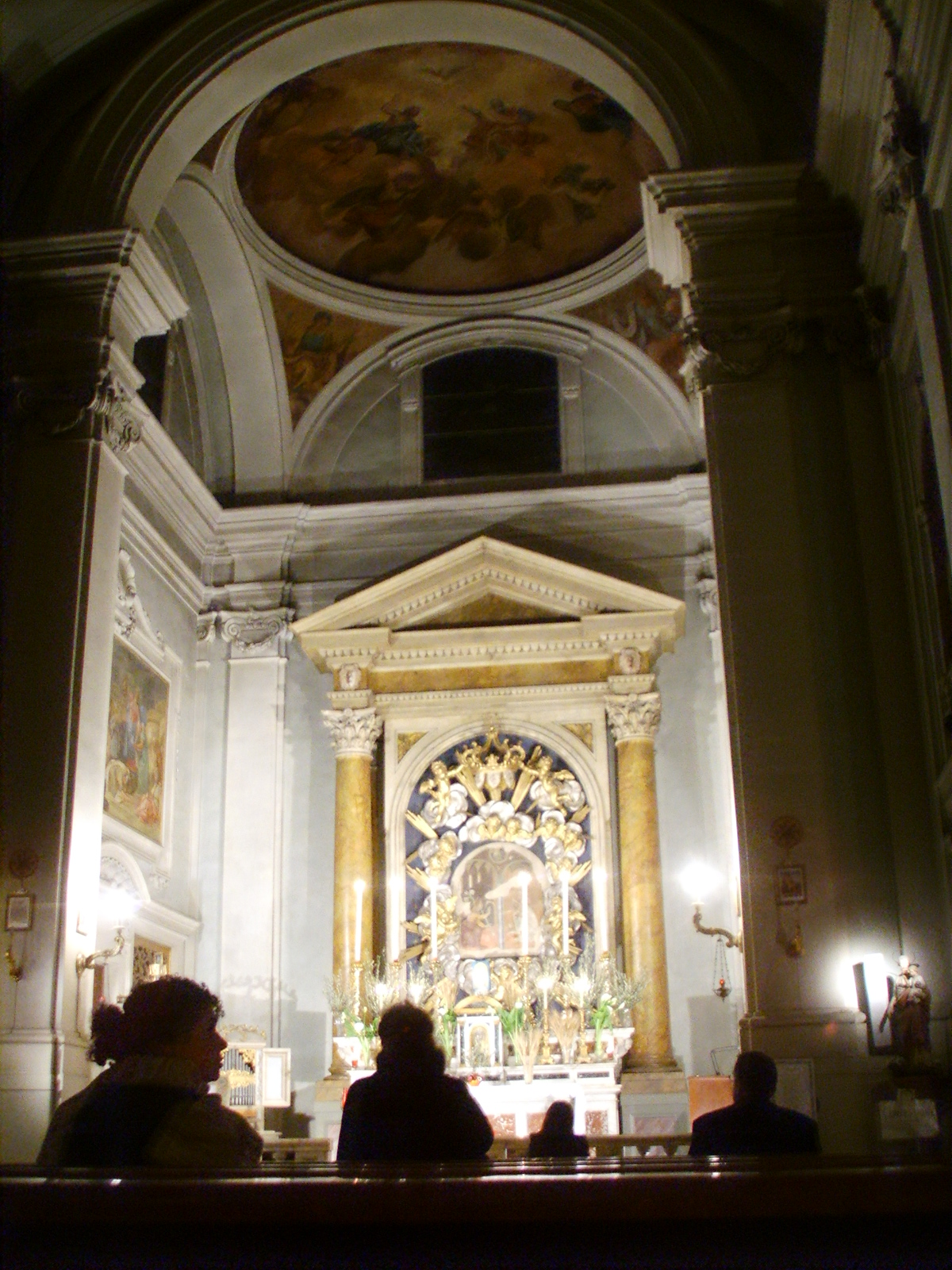
Assunzione della Vergine di Lorenzo del Moro, chiesa di Santa Maria de' Ricci

Nel 1716 si reca a Pescia per creare gli scenari del Teatro degli Affilati. Mentre a Pistoia partecipa, insieme al quadraturista Pietro Anderlini, alla decorazione del Palazzo Amati-Cellesi per gli affreschi di Giovanni Domenico Ferretti. Sempre con lo stesso pittore fece gli interventi prospettici negli affreschi della Chiesa dei Santi Prospero e Filippo insieme all'Anderlini, il Coro dell'Annunziata e quelli della Chiesa di San Leone, stavolta con il quadraturista emiliano Mauro Antonio Tesi, per gli affreschi di Vincenzo Meucci tutti a Pistoia. Contribuì anche alle decorazioni di molti palazzi nobiliari fiorentini come Palazzo Gondi, con Matteo Bonechi, Palazzo Vitelli, Palazzo Tempi, Palazzo Ricci, Palazzo Vivarelli Colonna, con Rinaldo Botti, Palazzo Martellini e, sempre a Firenze, le quinte architettoniche della cupola della Chiesa di Ognissanti sempre con Ferretti.
Da quel momento abbandona il Botti per affiancare Pietro Anderlini, la loro collaborazione sarà molto proficua, anche se oggi rimane difficile distinguere le mani dei due pittori negli spazi teatrali costruiti per questi ed altri affreschi. Nel 1728 entra all'Arazzeria granducale per supportare sempre il Ferretti nel suo unico lavoro lasciatoci per l'arazzeria, ovvero i cartoni per l'Arazzo dell'Acqua; che doveva affiancarsi a quelli degli altri tre elementi che dovevano essere di mano di Giovanni Camillo Sagrestani, in quel periodo disegnatore ufficiale dellArazzeria, di Vincenzo Meucci e di Giuseppe Grisoni.
Ferretti abbandonò il progetto incompleto per dissidi con Sagrestani, il direttore .
Lorenzo del Moro morirà nel 1735], dopo aver iniziato la collaborazione nel 1734, sempre con Ferretti, del Coro della Badia Fiorentina finita da Pietro Anderlini. Lorenzo del Moro è sepolto nella Chiesa di San Felice in Piazza come ci dice Gaetano Cambiagi nella sua Guida al forestiero per osservare con metodo le rarità e bellezze della città di Firenze (1793):
Fra i suoi allievi si ricorda il lucchese Giovanni Domenico Campiglia
Il Ticozzi nel suo Dizionario dei pittori dal rinnovamento delle belle arti fino al 1800 del 1818 ce lo ricorda anche come:
.